# Walter Niklaus

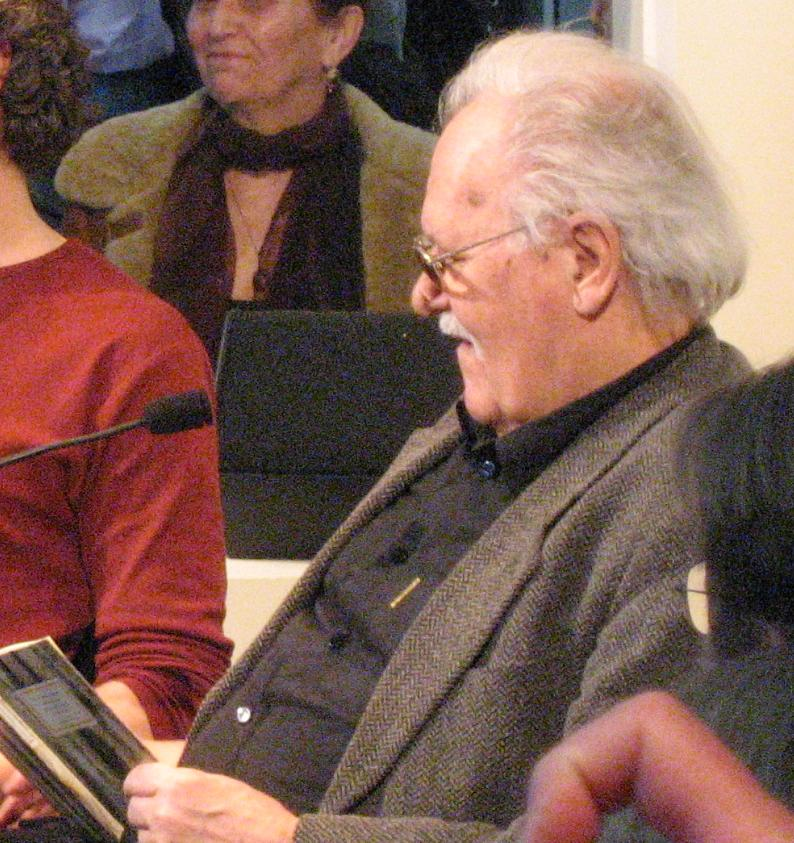
Walter Niklaus auf der Leipziger Buchmesse 2008

Walter Niklaus (* 8. Juni 1925 in Köln; † 6. November 2021 in Söllichau) war ein deutscher Autor, Schauspieler, Synchronsprecher, Hörspiel- und Theaterregisseur.

## Leben
Von 1949 bis 1951 erhielt Niklaus seine schauspielerische Ausbildung am Konservatorium in Erfurt. Sein Schauspieldebüt gab er 1951 am Stadttheater Cottbus, wo er zwei Jahre später mit Ellen Tiedtke, Ursula Wagner, Erhard Köster und Edi Weeber-Fried das Kabarett Die fünf Stichlinge gründete und 1957 bis 1959 als Oberspielleiter engagiert war. Nach kurzer Tätigkeit im Mecklenburgischen Staatstheater Schwerin und im Sprecherensemble des Rundfunks war er von 1960 bis 1964 Schauspieldirektor an den Städtischen Bühnen Erfurt.

### Hörfunk und Synchron
Von 1964 bis 1990 arbeitete Niklaus als Leiter der die Regisseure Günter Bormann, Annegret Berger und Klaus Zippel beschäftigenden Regiegruppe Leipzig im Funkhaus Springerstraße für die Hauptabteilung Funkdramatik des Rundfunks der DDR. Er war dort als Regisseur und Sprecher im Einsatz, beispielsweise 1972 in der Produktion Der Mann mit dem Fahrrad, in der er neben Alfred Bohl, mit dem er zwei Jahre zuvor zehn Sherlock-Holmes-Filme synchronisierte, auch der Hauptsprecher war.
Aufgrund seiner prägnanten Stimme kam er häufig als Synchronsprecher, als Sprecher in Fernseh-Dokumentationen sowie als „Erzähler“ in Fernsehfilmen zum Einsatz. Bei DEFA und DFF führte er durch die großen Fernsehromane der 1960er Jahre. Eine bekannte Sprechrolle übernahm Niklaus im DDR-Mehrteiler Sachsens Glanz und Preußens Gloria als Erzähler (Chronist).
Als Synchronsprecher wurde er unter anderem als Stimme von Basil Rathbone in der Rolle von Sherlock Holmes in allen 14 Spielfilmen der Sherlock-Holmes-Reihe mit Rathbone und Nigel Bruce aus den Jahren 1939 bis 1946 bekannt. Die Synchronfassungen stammen aus dem Jahr 1969 (Filme von 1943 bis 1946) und entstanden in den Studios des Deutschen Fernsehfunks. Die übrigen Filme, die aus der Zeit von 1939 bis 1942 stammen, wurden erst in den 1990er-Jahren vom ZDF synchronisiert, woraufhin man erneut Niklaus als Sprecher verpflichtete. Niklaus war bis in die 2000er-Jahre in über 130 Synchronfassungen zu hören, wobei er unter anderem auch mehrfach Max von Sydow die Stimme lieh. Er starb am 6. November 2021 mit 96 Jahren im Ortsteil Söllichau der Stadt Bad Schmiedeberg und wurde am 8. Dezember 2021 auf dem Friedhof Leipzig-Gohlis beigesetzt.

### Theater und Film
Neben seiner Hörfunkarbeit war er gastweise Schauspieler und Regisseur an verschiedenen nationalen Bühnen. Ab Mitte der 70er Jahre auch vor allem im Bereich Musical und Operette.
Als Film- und Fernsehschauspieler war Niklaus vielfach in Kriminal- und Justizfilmen präsent, beispielsweise als Kriminalsekretär Schmidt im Werner Toelckes Fernsehzweiteiler Er ging allein (1967), als Professor Shuman im dokumentarischen Nachspiel eines Verhörs (1981) und vor allem als CIA-Agent Wilson in der Fernsehserie Das unsichtbare Visier (1973–79), die ihn bekannt werden ließ. Seine Verkörperung des amerikanischen Geheimdienstchefs gelang ihm, zeitgenössischer Kritik zufolge, „auf eine einprägsame Weise“, so dass man „hinter der Maske des Jovialen und Verbindlichen den eiskalten und berechnenden Geheimdienstmitarbeiter entlarven und charakterisieren konnte“.

### Würdigung
Walter Niklaus wurde 1974 mit dem Kunstpreis der DDR ausgezeichnet. Auch nach der Wende führte er sein künstlerisches Schaffen im Hörfunk/Hörspiel, dem Theater und mit der Synchronsprecher-Tätigkeit erfolgreich fort.
In einem Nachruf von MDR Kultur heißt es: „Neben vielen Theater-, Fernseh- und Synchronrollen prägte Niklaus vor allem als Leiter der Leipziger Hörspielproduktion das künstlerische Niveau der ostdeutschen Funkdramatik. Viele namhafte Darsteller, darunter Rolf Hoppe, Kurt Böwe, Jutta Wachowiak, Jürgen Hentsch oder Sylvester Groth, führte er in die Eigenheiten der Hörspielarbeit ein. Bis ins hohe Alter hielt er dem Radio die Treue und inszenierte für MDR Kultur zahlreiche Hörspiele, die auch als Hörbücher Publikumserfolge wurden – unter vielen anderen: ‚Der Graf von Monte Cristo‘ (mit Mathieu Carrière), ‚Gräfin Cosel‘ (mit Corinna Kirchhoff und Thomas Thieme) und ‚Die Päpstin‘ (mit Angelica Domröse und Thomas Holtzmann).“
Matthias Thalheim, der ehemalige MDR-Hörspielchef, würdigte Walter Niklaus nach seinem Tod als „eine ungewöhnlich charismatische Radiostimme und seltenes Genie der Inszenierung, das alle Facetten des gesprochenen Wortes mit Musik, Geräusch und genau gesetzten Pausen zur Wirkung bringen konnte und dabei nie die Adressierung an eine breite Hörerschaft aus dem Blick verlor“.

## Filmografie
- 1955: Ernst Thälmann – Führer seiner Klasse
- 1955: Die Moral der Frau Dulska (Regie – TV)
- 1958: Meine Frau macht Musik – Autor des Szenariums
- 1958: Fräulein Maliczewska (Regie – TV)
- 1960: Hochmut kommt vor dem Knall
- 1960: Heute bei Krügers (Regie Folge 6 – TV)
- 1961: Erniedrigte und Beleidigte (TV)
- 1961: Geheime Front durchbrochen (TV)
- 1961: Der Fall Frieders (TV)
- 1961: Wer zahlt die Zeche? (TV)
- 1961: Das andere Gesicht (TV)
- 1961: Kaution (TV)
- 1963: Nebel
- 1963: Geheime Fäden (TV)
- 1965: 24 Stunden in Atlanta (TV)
- 1965: Abgelegt unter 'M' (TV)
- 1965: Fünftes Rad am Wagen (TV)
- 1965: Wolf unter Wölfen (TV)
- 1966: Der Staatsanwalt hat das Wort: Tote Seelen
- 1967: Kleiner Mann – was nun?
- 1967: Er ging allein (TV)
- 1967: Der Parasit (Regie – TV)
- 1970: Jeder stirbt für sich allein (TV)
- 1972: Der Adjutant (TV)
- 1972: Die Brüder Lautensack (TV)
- 1973–1979: Das unsichtbare Visier (13 Episoden – TV)
- 1974: Visa für Ocantros (TV)
- 1975: Ein Feigenblatt für Kuhle Wampe (TV)
- 1975: Mein Dorf (TV)
- 1976: Der Ring (TV)
- 1977: Verfolgung (TV)
- 1977: Don Carlos (TV)
- 1978: Gefährliche Fahndung (TV)
- 1978: Mordsache Dora Lemke (TV)
- 1979: Abschied vom Frieden (TV)
- 1981: Nachspiel eines Verhörs (TV)
- 1981: Im Land der Adler und der Kreuze (Sprecher)
- 1982: Bahnwärter Thiel (TV)
- 1987: Sachsens Glanz und Preußens Gloria (TV)
- 1987: Es begann in Berlin (Sprecher)
- 1991: Mein Bruder, der Clown (TV)

## Hörspiele (Auswahl)
Rundfunk der DDR – Regie
- 1968: Rolf Schneider: Stimmen danach (Hörspiel)
- 1968: Pjotr Petrowitsch Werschigora: Im Gespensterwald (zwölfteilige Serie)
- 1969: Brendan Behan: Der Umzug / Die Gartenpartie
- 1970: Erwin Strittmatter: Der Wundertäter – Band 1 (Zehn Folgen)
- 1970: Gerhard Bengsch: Krupp und Krause (3 Teile)
- 1971: Wilhelm Raabe: Die Gänse von Bützow
- 1971: Hans Siebe: Bahnschranke Kienbusch
- 1973: Rudi Strahl: Adam und Eva und kein Ende
- 1973: Irene Rajala: Die Viehmagd und das Gespenst im Dorf
- 1974: Johann Wolfgang Goethe: Wahlverwandtschaften
- 1974: Joachim Nowotny: Ein altes Modell
- 1974: Helmut Richter: Schornsteinbauer
- 1976: Johann Wolfgang Goethe: Die Leiden des jungen Werther
- 1976: Hannelore Lauerwald: Auf Station 23
- 1976: Guy de Maupassant: Die Strafe
- 1976: Gerhard Rentzsch: Jugendweihe
- 1976: Helmut Richter: Alfons Köhler (Hörspiel)
- 1977: Lion Feuchtwanger: Füchse im Weinberg
- 1977: Hans Bräunlich: Inspektor Bradley und der Zufall (Regie und Sprechrolle: John Hoclay) (Kriminalhörspiel)
- 1978: Gerhard Rentzsch: Der Almanach
- 1978: Marie von Ebner-Eschenbach: Die Freiherrn von Gemperlein
- 1978: Marion Selig: Abgefahrene Profile
- 1978: Gerhard Vogel: Augenblick noch
- 1978: Sewer Gansowskij: Reise zu Van Gogh (Science-Fiction-Hörspiel)
- 1979: Peter Goslicki: In guten wie in bösen Tagen
- 1979: Aschenbrödels Schuh
- 1980: Gotthold Ephraim Lessing: Nathan der Weise
- 1981: Mein Onkel Benjamin
- 1981: Walter Niklaus unter Pseudonym: Peter Kramer: Der stille Teilhaber (Regie und Sprecher) (Kriminalhörspiel)
- 1983: Jens Simon: Kondolenzbesuch (Regie und Sprecher) (Kriminalhörspiel)
- 1983: Friedemann Schreiter: Lachen wie aus Blut, Coproduktion: Rundfunk der DDR / ORF-Wien
- 1984: Manfred Müller: Die Wrodowschen
- 1984: Peter Gugisch: Eine Geschichte für Leo
- 1985: Besuchszeit bei Ines
- 1985: Gerhart Hauptmann: Vor Sonnenuntergang
- 1985: Brigitte Reimann: Franziska Linkerhand (Hörspiel)
- 1986: Hans Siebe: Blockstelle KLG
- 1968: Beginn einer Beziehung
- 1987: Rudi Strahl: Probe aufs Exempel
- 1987: Als wäre nichts gewesen
- 1988: Norbert Marohn nach Anna Seghers: Grubetsch
- 1989: Bei mir läuft's, da passe ich auf
- 1989: Alfreds Bar
- 1990: Eckhard Bahr: Einsatz: Dresden Hauptbahnhof (Sachsen Radio)
- 1991: Werner Buhss nach Gottfried Keller: Der Schmied seines Glücks (Sachsen Radio)

Rundfunk der DDR – Sprecher
- 1961: Stefan Scherpner: Erhebungen im Fall Engelfried – Regie: Edgar Kaufmann (Hörspieldokumentation)
- 1961: Anna und Friedrich Schlotterbeck: Modellfall Brettheim – Regie: Detlev Witte (Hörspieldokumentation)
- 1961: Rolf Schneider: Prozeß Richard Waverly (Dr. Martin) – Regie: Otto Dierichs (Hörspiel)
- 1962: Günter Koch: Mord auf Bestellung (Brown) – Regie: Hans Knötzsch (Hörspiel)
- 1962: Max Messer: Der Tod ist kein Geschäft – Regie: Hans Knötzsch
- 1962: Klaus Beuchler: Der Fall Stetson (Verteidiger) – Regie: Werner Grunow
- 1962: Gerhard Stübe: Das Südpoldenkmal (Antragssteller) – Regie: Fritz Göhler
- 1963: Rolf Schneider: Die Unbewältigten (Sprecher) – Regie: Edgar Kaufmann (Hörspiel)
- 1967/68: Krieg und Frieden – Ein Hörspiel nach dem Roman von Lew Tolstoi, DDR-Radio-Archiv, (12er CD-Box), Laufzeit: ca. 792 Min., Icestorm Distribution GmbH 2016
- 1969: Wolfgang Graetz/Joachim Seyppel: Was ist ein Weihbischof? Oder Antworten zur Akte Defregger – Regie: Edgar Kaufmann
- 1970: Armand Lanoux: Der Hüter der Bienen (Emile Lalande) – Regie: Fritz Göhler
- 1970: Hans-Ulrich Lüdemann: Prozeß ohne Urteil (Anwalt) – Regie: Helmut Hellstorff
- 1971: Gerhard Rentzsch: Das Amulett – Regie: Wolf-Dieter Panse (Hörspiel – 6 Teile)
- 1980: Günter Spranger: Der Strick an dem du hängen wirst (Holzinger) – Regie: Klaus Zippel (Kriminalhörspiel)

ARD und DeutschlandRadio
- 1991: Gerhard Rentzsch: Szenen aus deutschen Landen, eingeleitet und mit Zwischenberichten versehen über die Reise eines Mannes mit Pappkarton (Auch Sprecher) (Regie) (Hörspielreihe: Augenblickchen Nr. 4 – DS Kultur/BR)
- 1992: Walter Hasenclever/Kurt Tucholsky: Christoph Kolumbus oder Die Entdeckung Amerikas (Regie), MDR
- 1992: Friedrich Gorenstein: Streit um Dostojewski – Regie (Hörspiel – SFB/DS Kultur)
- 1993: James Thurber: Ein Mond für Prinzessin Leonore (Regie), MDR
- 1994: Unter Wasser handgeflochten (Regie), MDR
- 1995: Björn Björnson: Wie der Hase zum Osterhasen wurde (Regie und Erzähler), MDR, als Hörbuch bei: Der Audio Verlag 2004, ISBN 9783898132428
- 1997: Der Aufschwung (Regie), MDR; Alexandre d. Ä.: Der Graf von Monte Cristo (Regie), Coproduktion: MDR/ BR/ ORF-Wien
- 1999: Der Fall Agostino (Regie), MDR; Zaungäste (Regie), MDR; Zwölf Fotos zuviel (Regie und unter dem Pseudonym Peter Kramer auch Autor)[5], MDR, als Hörbuch bei Audiobuch 2001, ISBN 9783933199621
- 2000: Donna W. Cross: Die Päpstin (Regie), MDR, als Hörbuch auf 2 CDs bei: Der Audio Verlag 2000, ISBN 9783898130691
- 2001: Günter Kunert: Am Sexophon: Esmeralda (Regie)
- 2001: Józef Ignacy Kraszewski: Gräfin Cosel (General Schulenburg) – (Bearbeitung und Regie) (Hörspiel (5 Teile) – MDR) als Hörbuch bei Der Audio Verlag 2001, ISBN 9783898131568
- 2002: Dorothy L. Sayers: Krimi-Sommer mit Lord Peter, Folge: Der Pfirsichdieb (Talboys) (Bunter) (Regie: Klaus Zippel) (MDR/SFB/ORB)
- 2003: Ingomar von Kieseritzky: Fortune oder Die Tücke des Objekts (Regie), Coproduktion: MDR/ SWR
- 2004: Rolf Schneider: Die Affäre d’Aubray (Nivelin, Anwalt) – (Regie) (Hörspiel – MDR/RBB)
- 2004: Die Großtaten eines jungen Don Juan (Regie), MDR; Günter Kunert: Die Puppe (Regie), MDR
- 2005: Rolf Schneider: Die Affaire D’Aubrey (Regie), Coproduktion: MDR/ RBB
- 2006: Michael Ende: Das kleine Lumpenkasperle / Das Traumfresserchen (Regie), MDR; Drachen, Katzen, Königskinder (Darsteller und Regie), MDR
- 2007: Frieder Faist: Ballade von der Kunst, der Rache, der Gier und der Treue (Regie), MDR; Michael Ende: Der Teddy und die Tiere (Regie), MDR
- 2009: Rolf Schneider: Die Affaire Winckelmann (Regie), Coproduktion: MDR/ ORF
- 2010: Abschied am Fluss (Regie), MDR
- 2011: Günter Kunert: Der Gondoliere von Itzehoe (Regie), MDR
- 2012: Noch ist nicht aller Tage Abend (Darsteller und Regie), MDR
- 2015: Todsicher (Autor, Regie und Sprechrolle) (Kriminalhörspiel – MDR)

## Theaterinszenierungen (Auswahl)
- 1957: Sappho, Trauerspiel von Franz Grillparzer, Stadttheater Cottbus
- 1965: Stürmische Überfahrt bei spiegelglatter See, Komödie von Jacques Deval, Leipziger Kammerspiele
- 1966: Plädoyer für die Suchenden, Schauspiel von Rainer Kerndl, Leipziger Kammerspiele
- 1966: Der Parasit, Drama von Friedrich Schiller, Fernsehtheater Moritzburg
- 1978: Machiavelli, Musical von Jerzy Wasowski, Staatsoperette Dresden
- 1980: Don Karlos, Drama von Friedrich Schiller, Nationaltheater Weimar
- 1982: The Fantastics, Musical von Tom Jones / Harvey Schmidt, Staatsoperette Dresden
- 1984: Der Opernball, Operette von Richard Heuberger, Metropol-Theater Berlin
- 1984: Die Tante aus Brasilien (Charleys Tante), Musikalische Farce von Wladimir Poljakow/ Robert Roschdestwenski/ Oskar Felzman, Metropol-Theater Berlin
- 1987: Evita, Musical von Andrew Lloyd Webber und Tim Rice, Staatsoperette Dresden, DDR-Erstaufführung
- 1988: VIER vor XXII, Leipziger Pfeffermühle
- 1988: Das musikalische Himmelbett, Musical von Tom Jones/ Harvey Schmidt, Metropol-Theater Berlin
- 1989: Der König David Bericht, Rockoper nach Stefan Heym, Musik: Gabor Kemeny und Tibor Kocsak. Deutsche Bühnenfassung: Kurt Demmler, Staatsoperette Dresden, DDR-Erstaufführung
- 1991: Es war die Nachtigall, Musical von Dov Seltzer und Ephraim Kishon/Yvette Kolb, Metropol-Theater Berlin
- 1992: Hello, Dolly!, Musical von Jerry Herman und Michael Stewart, Deutsch-Sorbisches Volkstheater Bautzen
- 1995: Gigi, Musical von Frederick Loewe und Alan Jay Lerner, Staatsoperette Dresden
- 1996: Die Sternstunde des Josef Bieder, Revue für einen Theaterrequisiteur von Eberhard Streul und Otto Schenk, Deutsch-Sorbisches Volkstheater Bautzen
- 1998: Die Maßnahme Lehrstück von Bertolt Brecht und Hanns Eisler, MDR Leipzig Kammerphilharmonie, MDR Leipzig Radio Chor, Johannes Kalitzke, Dirigent, Dresden-Hellerau und Konzerthaus Berlin
- 1998: Grillparzer im Pornoladen von Peter Turrini, Deutsch-Sorbisches Volkstheater Bautzen
- 2004: Gretchen 89 ff., von Lutz Hübner, Schleswig-Holsteinisches Landestheater Flensburg

## Lesungen
- 1992: Die Macht des Blutes von Miguel de Cervantes, MDR Kultur, als Hörbuch bei Audiobuch Freiburg, 1 MC, ISBN 3-9804371-6-7
- 1995: Von der Erde zum Mond von Jules Verne, 332 min, MDR Kultur
- 2008: Bericht einer Reise in die Sächsische Schweiz von Hans Christian Andersen, 1 CD, Buschfunkverlag 2008, ISBN 978-3-931925-75-8
- 2016: Die schlaflose Welt von Stefan Zweig, als Hörbuch herausgegeben von Uwe Steimle, 1 CD, 66 min., Buschfunkverlag 2016, ISBN 978-3-944058-66-5

## Preise
- Kunstpreis der DDR 1974
- DDR-Hörspielpreis: Gerhard Rentzsch für Der Almanach oder ein Märchen aus dem Randgebiet 1979
- DDR-Hörspielpreis: Regiepreis der Kritiker 1985 für Willi und die anderen von Katrin Lange
- Hörspiel-Preis der Stiftung Kulturpflege und Kulturförderung der Sparkasse Neuss 1999 – 1.Preis: Christoph Hein Zaungäste, Regie: Walter Niklaus
- Hörkules für: Die Päpstin von Donna W. Cross – Regie 2005